# Mynydd Preseli
Mynydd Preseli är en bergskedja i Storbritannien.   Den ligger i kommunen Pembrokeshire och riksdelen Wales, i den södra delen av landet, 300 km väster om huvudstaden London.